# Famelica catharinae
Famelica catharinae là một loài ốc biển, là động vật thân mềm chân bụng sống ở biển trong họ Conidae.